# Gare de Gretcheny
La gare de Gretcheny (ukrainien : Гречани (станція)) est une gare ferroviaire située dans la ville de Khmelnytskyï en Ukraine, c'est un important nœud ferroviaire.

## Situation ferroviaire

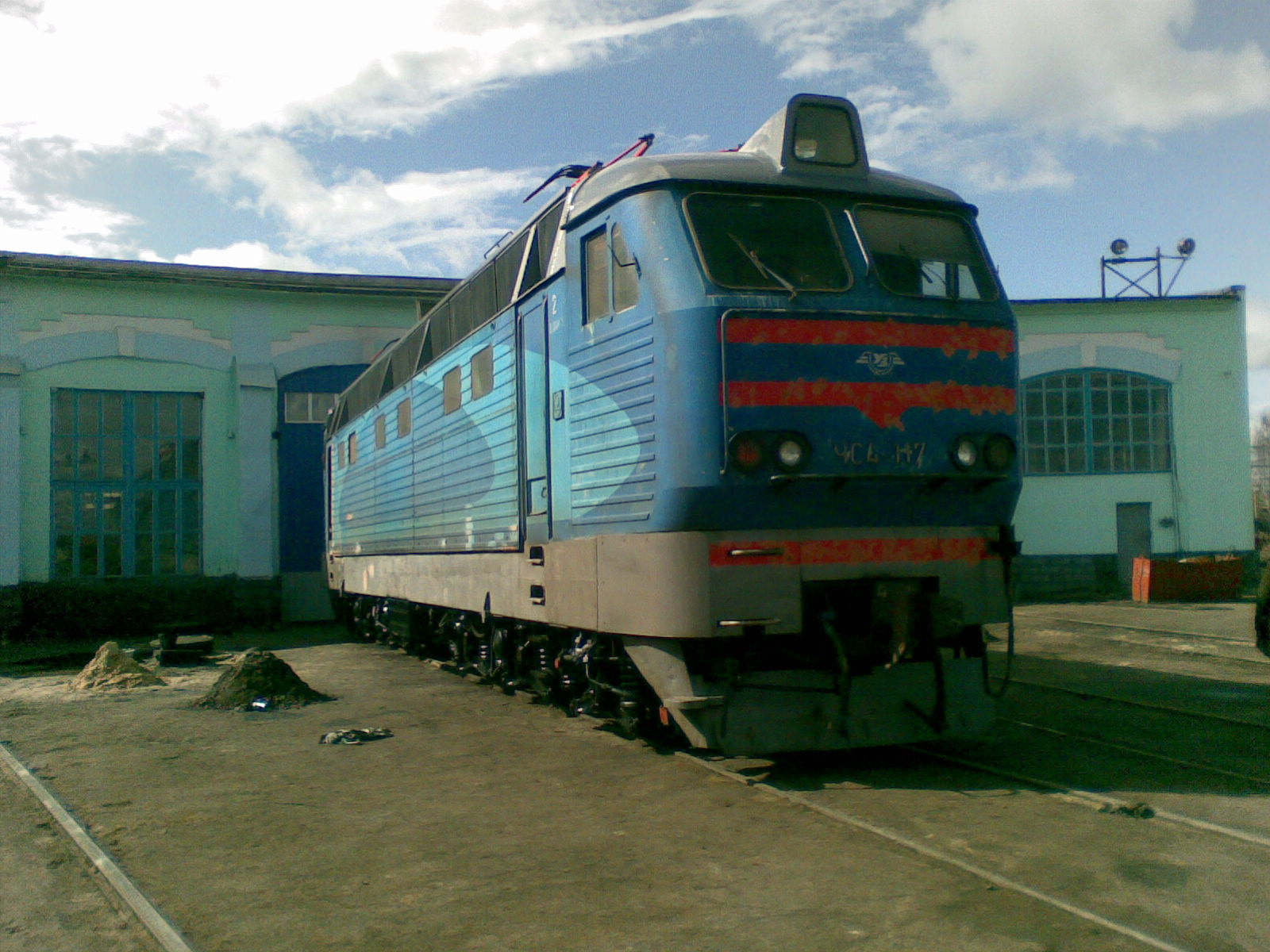
Rotonde.

Elle se trouve sur la jonction des lignes Hretcheny-Ternopil ; Starokostianyv I-Hertchaeny ; Jmerinka-Gretcheny et Gretcheny-Larga.

## Histoire
La gare est ouverte en 1914 sur un important nœud ferroviaire, elle a aussi un dépôt de locomotives avec une rotonde.

### Intermodalité

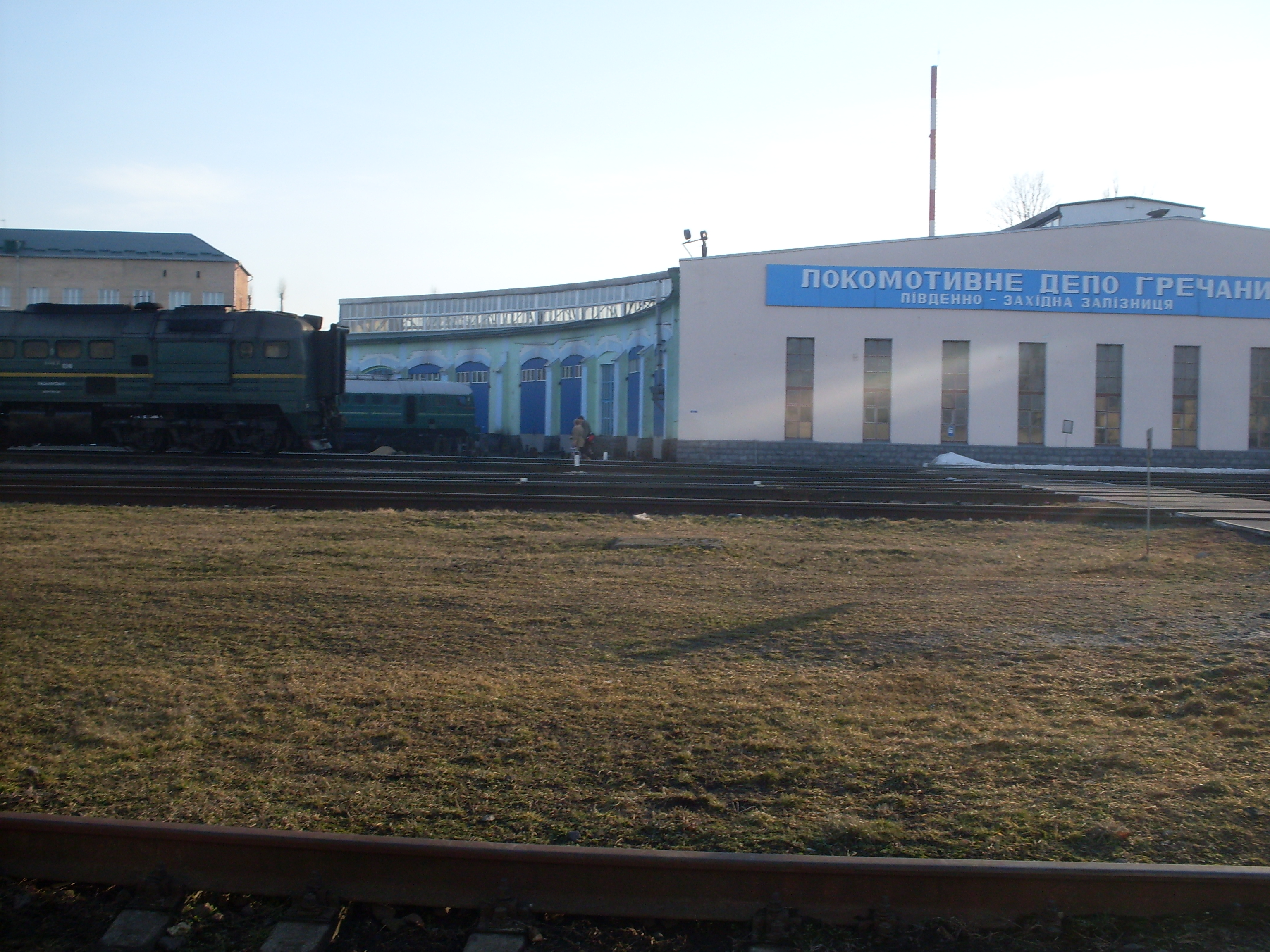
Dépôt.